# Камикадзе Ди
Камика́дзе Ди (англ. kamikadze_d, есть вариант — англ. kamikadzedead; настоящее имя — Дми́трий Серге́евич Ивано́в; род. 16 августа 1986, Москва, СССР) — российский видеоблогер, продюсер, режиссёр, юрист; в прошлом — ведущий шоу «100500 вопросов» и «Полёт с Камикадзе», главный редактор сайта CarambaTV.ru и актёр.

## Биография и карьера
Родился 16 августа 1986 года в Москве.
Несколько лет в детстве жил в Африке, где работал его отец Сергей, по профессии — военный переводчик. Там же Дмитрий получил шрам на лбу.
Получил юридическое образование.
Псевдоним kamikadze_d был придуман Ивановым ещё в школе для игры в Quake 2:

«Бегал с гранатой за другими и хохотал, когда она уносила на тот свет и противника, и меня самого. А „d“ — это сокращение от „dead“ — нашего школьного клана.»— Дмитрий Иванов
Около двух с половиной лет работал по специальности, после чего три месяца ведущим программы «Брейнфакерс».
С середины 2010 года был одним из продюсеров сайта Rutube.
В январе 2011 года принял должность главного редактора сайта CarambaTV.ru.
В октябре 2011 года в эфире шоу «Ночь» на телеканале «Москва 24» признался, что, работая юристом, зарабатывал пятьдесят тысяч рублей в месяц, а сейчас получает гораздо больше.
В январе 2012 года вошёл в состав Лиги избирателей, основанной членом попечительского совета благотворительного фонда «Созидание» и телеведущей Татьяной Лазаревой. В список учредителей также вошли: писатель Борис Акунин, фотограф и блогер Рустем Адагамов, поэт Дмитрий Быков, издатель и блогер Илья Варламов, режиссёр Георгий Васильев, врач и гражданский активист Елизавета Глинка (Доктор Лиза), политолог Дмитрий Орешкин, журналист Леонид Парфёнов, главный редактор издательства «Вокруг света» Сергей Пархоменко, журналистка Ольга Романова, представитель движения «Белая лента» Елена Тихонова, писательница Людмила Улицкая, лидер группы «ДДТ» Юрий Шевчук и координатор движения «Синие ведёрки» Пётр Шкуматов. 16 января 2012 года Дмитрий Иванов, Геннадий Гудков и Борис Немцов были приглашены в эфир телеканала «Дождь», где Дмитрий сообщил, что Лига избирателей политикой заниматься не будет.
Получил второе образование — режиссёрское, во ВГИКе имени С. А. Герасимова, в котором учился с 2011 года. В качестве своей первой курсовой работы он снял короткометражный фильм «Сырки».
20 декабря 2007 года создал YouTube-канал «kamikadzedead». Своё первое видео выложил в тот же день. В конце мая 2017 года его YouTube-канал преодолел отметку в 1 миллион подписчиков.
В январе 2012 года в эфире программы «Кипяток» заявил, что его основная аудитория — школьники. В интервью газете «Вечерний Санкт-Петербург» уточнил, что возраст его зрителей колеблется от 14 до 21 года.
В апреле 2017 года эмигрировал из России в Прагу (Чехия), обосновав это цензурированием роликов российского YouTube.
8 сентября 2022 года Telegram-канал Mash сообщил, что на Камикадзе Ди завели уголовное дело по статье о «фейках» за его освещение вторжения России в Украину. 23 сентября 2022 года Министерство юстиции России внесло Камикадзе Ди в список физических лиц — «иностранных агентов».
22 февраля 2023 года канал Камикадзе Ди на YouTube был заблокирован за радикализм и нарушение правил сообщества.
20 июня 2023 года на YouTube был создан канал под названием «Kamikadze Di» на котором, предположительно, стороннее лицо выкладывает видео с канала Дмитрия Иванова на Patreon.

## Резонансные ситуации

### Конфликт с Михалковым
В двадцатых числах марта 2011 года Камикадзе Ди в видеоролике «Утомлённые Михалковым» раскритиковал фильм Никиты Михалкова «Утомлённые солнцем-2», его видеоблог «Бесогон ТВ» и факт того, что автомобиль режиссёра оснащён спецсигналом. Через несколько дней администрация YouTube удалила этот видеоролик без объяснения причин. Тогда Иванов выложил новый видеоролик «Удалённые Михалковым», в котором рассказал о судьбе своего первого видео и призвал пользователей посмотреть его в социальной сети «ВКонтакте». Второй видеоролик также был удалён. Через несколько дней Иванов выложил ещё два ролика: «Покаяние Михалкову» и «Прощание с Михалковым», в которых с ещё большей едкостью высмеял режиссёра. Эти два видеоролика тоже были удалены. Однако Камикадзе Ди выложил их на своей странице «ВКонтакте» и попросил зрителей скачивать их и выкладывать на YouTube со своих аккаунтов, что и было сделано многими пользователями. 15 января 2012 года Иванов повторно выложил на свой YouTube-канал все четыре видеоролика.
Через некоторое время после этих инцидентов Михалков был приглашён в эфир программы «НТВшники», где велось обсуждение его общественной деятельности. Режиссёр уверял, что в интернете началась его травля. В студии показали видеоролик Камикадзе Ди «Покаяние Михалкову». Многие зрители в студии отреагировали на него смехом, а Михалков заявил, что готов попробовать Дмитрия Иванова в кино. Затем на экране появился Камикадзе Ди, который предложил Михалкову спродюсировать его в интернете, на что тот ответил:

«Я одно могу сказать тебе, мой друг: то, что ты камикадзе, — это точно.»— Никита Михалков
Журналисты телеканала «РЕН ТВ» взяли у Дмитрия Иванова комментарий для новостного сюжета о Михалкове. Иванов сказал следующее:

«Он общается с нами свысока, он даёт нам понять, где мы находимся, а где он находится, соответственно, мы холопы в его понимании…»— Дмитрий Иванов

### Конфликт с Шариём
Весной 2017 года обострился конфликт Иванова с видеоблогером Анатолием Шариём, который наметился ещё в 2015 году на почве позиции по Донбассу. В 2015 году видеоблогеры обменялись нелестными высказываниями друг о друге, в частности, Иванов назвал Шария «чмом», после чего Шарий опубликовал свой ответ Иванову.

## Уголовные преследования
В июле 2017 года блогер Антон Гагин (WildRabbit) написал заявление в СК РФ с просьбой проверить ранее скрытый ролик Дмитрия Иванова на предмет склонения к самоубийству. По словам Гагина, заявление было написано им после просмотра ролика семилетней давности, в котором Дмитрий Иванов вместе с известным блогером Ильёй Мэддисоном шутили про людей с низкой зарплатой. По мнению WildRabbit, данные высказывания попадают под статью 110.1 УК РФ — склонение к самоубийству. После чего его заявление было передано в СК для проведения доследственной проверки.
8 сентября 2022 года на блогера Камикадзе Ди завели уголовное дело за дискредитацию ВС РФ и распространение фейков о подрыве Мариупольского драмтеатра.
23 сентября 2022 года Минюст РФ внёс Камикадзе Ди в реестр физических лиц, выполняющих функции иностранного агента за выступления против вторжения России на Украину.
8 декабря 2022 года МВД России объявило в федеральный розыск Камикадзе Ди со ссылкой на нарушение УК РФ, но о какой именно статье идёт речь, представители ведомства не уточняют.
21 октября 2024 года Дмитрия Иванова заочно приговорили к восьми годам по обвинению в «распространении фейков об армии РФ». Поводом для преследования стали ролики блогера о бомбардировке армией РФ драмтеатра в Мариуполе в 2022 году и о погибших в результате российского вторжения украинских гражданских. Свидетель Илья Локтионов заявил, что посчитал, что «вся указанная в данной записи информация была достоверна, в связи с чем был возмущён действиями ВС РФ». Далее, согласно заявлениям свидетеля, он обратился к «официальным источникам» и «понял, что Иванов занимался дезинформацией».

## Проекты

### «Ни слова о политике»
Видеоблог Иванова, в котором он анализирует громкие политические события, как правило, сопровождая свои рассуждения едкой сатирой.
В своём видеоблоге Иванов активно освещал протесты против фальсификации результатов выборов в Государственную думу в 2011 году. Позднее Иванов был приглашён в студию шоу «Кипяток» на петербургском телеканале «100 ТВ». В эфире он высказал своё мнение по поводу прошедших митингов: 

У меня главная радость: больше не работают обычные «отмазки» про американские деньги, про ещё что-то. Выходят обычные люди… Я не знаю, получает Немцов, Навальный или ещё кто-то деньги: мне плевать, …а что касается лидеров оппозиции, то их нет.
9 декабря 2011 года по итогам третьего Всероссийского конкурса телевизионных фильмов и программ «СМИ против коррупции» Камикадзе Ди удостоился награды в специальной номинации «Лучший видеоблог (видеоблогер) Рунета». Церемония награждения состоялась в Москве, в Центральном Доме журналиста. Конкурс был организован при поддержке Федерального агентства по печати и массовым коммуникациям. Содействие в проведении конкурсу оказывает Комиссия Государственной Думы ФС РФ по законодательному обеспечению противодействия коррупции.

### «100500 вопросов»
Юмористическая интернет-передача, возникшая 9 декабря 2010 года, в которой Дмитрий Иванов задавал случайным прохожим неоднозначные вопросы. Название несёт в себе аллюзию на популярное шоу +100500. Передача выходила раз в неделю на сайте CarambaTV.ru. Длительность каждого выпуска, в среднем, колебалась в промежутке от 5 до 7 минут. Обычно съёмки проводились на улицах Москвы, но один выпуск был снят в Минске.
«100500 вопросов» являлось вторым по популярности шоу на CarambaTV.ru. Его последний выпуск вышел 12 октября 2015 года.

### «Полёт с Камикадзе»
29 января 2012 года прошли съёмки первого выпуска политического ток-шоу «Полёт с Камикадзе», продюсером которого выступила Тина Канделаки. Иванов стал ведущим. На съёмки первого выпуска программы в качестве гостей были приглашены Максим Шевченко, депутат «Справедливой России» Илья Пономарёв, журналистка Ольга Романова и автор книги о «Селигере» Никита Томилин. Ольга Романова со скандалом покинула студию через пять минут после начала съёмки.
В интервью на «Русском радио» Иванов рассказал о том, как появилась идея создания «Полёта с Камикадзе»: 

Тина меня заметила и сказала, что ей было бы интересно сделать политическое ток-шоу, где было бы представлено четыре различные точки зрения, так оно и есть.
Последний выпуск шоу вышел 2 мая 2012 года.

### «Русский на Западе»
С 26 мая по 25 декабря 2017 года на телеканале «Настоящее время» проходил проект «Русский на Западе», рассказывающий о социальных и бытовых сторонах жизни в европейских странах без политики, в котором Дмитрий Иванов выступал ведущим.

## Фильмография
- 2009 — Клуб — в роли самого себя

### Участие в проектах
- «Не баянь!» (2010) — автор и ведущий программы
- «+100500» (2010—2013) — исполнительный продюсер
- «100500 вопросов» (2010—2015) — ведущий программы
- «Очень страшная правда» (2014, телеканал «Перец») — сценарист